# 조직 구조
조직 구조(organizational structure)란 조직 구성원들의 상호관계, 즉 조직 내에서의 권력관계, 지위·계층 관계, 조직 구성원들의 역할 배분·조정의 양태, 조직 구성원들의 활동에 관한 관리체계 등을 통틀어 일컫는 말이다.

## 조직 구조화의 특성

### 공식화
공식화란 조직이 어떠한 일을, 누가, 어떻게 수행해야 하는 가에 대한 공식적 규정의 정도를 말하며 공식화의 정도는 구체적으로 문서화된 규칙, 절차, 지시, 명령에 의해 나타난다. 즉 공식화는 조직 내 직무에 대한 규칙 설정의 표준화 정도와 이에 대한 문서화를 의미한다. 문서화된 규칙의 수가 많을수록, 그 규칙이 엄격히 수행될수록 공식화의 수준은 높게 측정된다. 조직 구조에서 공식화가 이루어지면 조직 내의 직무가 표준화되고 그 결과 직무담당자는 무엇을, 언제, 어떻게 할 것인가에 대한 자율권이 줄어든다. 공식화 정도가 큰 조직은 명확한 직무 기술서, 조직 내에서의 여러 가지 규칙, 명확히 규정된 작업절차를 가지고 있고, 이에 비해 공식화 정도가 작은 조직은 비 표준적 규칙을 가지게 된다. 따라서 공식화는 표준화의 정도로서 표현될 수 있고 표준화의 정도가 클수록 자기 직무에 대한 자율권이 줄어든다.
공식화는 조직 구성원들의 직무만족과 조직몰입에 긍정적, 부정적 영향을 모두 미친다. 공식화는 명확한 규정과 절차를 중요시하기 때문에 해당 업무에 대한 역할모호성과 불확실성을 감소시키고, 승진이나 보상 등에 대한 객관적인 지표를 제시하여 직무만족과 조직몰입에 긍정적인 영향을 미치는 반면, 개인이 담당하고 있는 업무에 대한 자율성과 재량을 감소시키고 통제 중심의 관리방식이 이루어지게 하므로 직무만족과 조직만족에 부정적인 영향을 미친다.

### 집권화와 분권화
집권화란 조직 내에서의 권력배분에 관한 것으로 그 권력의 소재가 관료제 계층상의 상층부에 있는 것을 말한다. 즉, 의사결정의 권한이 어느 지점에 집중되어 있는 정도를 의미하며 조직에 따라 고도로 집권화된 경우와 분권화된 경우로 구분된다. 집권화란 상급계층에서 대부분의 결정권한을 가진 상태를 말하며 의사결정자의 지위가 높을수록, 의사결정에 대한 참여가 적을수록 집권화 수준이 높은 것이다. 즉, 의사결정은 권한을 가진 상급계층에서 이루어지며 의사결정이 하급계층으로 미루어져 하급관리자나 일반 직급에서 결정하게 되었을 경우에 분권화 된 것이다. 분권화는 권한된 위임정도와 의사결정 과정에서의 참여 정도에 따라 수직적 분권화와 수평적 분권화로 구분된다. 수직적 분권화는 공식적 의사결정 권한이 계층 구조에 따라 위에서 아래로 분산되는 것을 의미하고 수평적 분권화는 모든 사람이 동등하게 의사결정에 참여할 때 완성 단계에 이르는 것을 의미한다.
집권화는 조직 구성원들의 직무만족이나 조직몰입에 부정적인 영향을 주고, 이에 반대로 분권화는 직무만족이나 조직몰입에 긍정적인 영향을 준다. 하지만 일부 학자들은 집권화가 직무만족이나 조직몰입에 항상 부정적인 영향을 주고, 분권화가 항상 긍정적인 영향을 주는 것은 아니라고 주장하고 있다.

### 복잡성
복잡성은 조직 내 분화의 정도를 말하며 복잡성의 정도는 수평적 분화, 수직적 분화, 공간적 분산에 의해 나타난다. 수평적 분화와 수직적 분화는 비례관계에 있기 때문에 수평적, 수직적으로 분화가 증가할수록 두 분화 간의 조정과 조화가 중요해지게 된다.

#### 수평적 분화
수평적 분화는 조직이 수행하는 업무를 조직의 구성원들이 분할, 세분하여 수행하는 것을 의미하며 직무를 기준으로 그 직무를 세분화하여 전문화 시키는 방법과 유사한 직무를 수행하는 전문가들을 집단화시켜 그 전문가 집단에 의하여 일을 수행하도록 하는 부서화의 방법이 있다. 전문화란 업무나 목적에 따라 역할이 세분화된 정도로서, 조직업무가 하위 업무로 나누어지는 정도와 나누어진 하위 업무에 오직 하나의 역할만을 이행하도록 분배되는 정도를 의미한다. 이에 따라 전문화는 조직 내에서 추구되는 다양한 기능적 활동이나 역할의 수를 나타내는데, 제한된 하나의 업무만을 수행할 때 높은 수준의 전문화를 보이게 되고 반면에 다양한 범위의 일을 수행하며 업무를 빈번하게 변화하게 되면 낮은 수준의 전문화를 보이게 된다. 부서화는 수평적으로 분화된 전문적 활동을 통제하는 전형적인 방법으로 전문가들을 집단화시켜 일을 수행하도록 하는 것을 말한다.
직무의 전문화와 부서화가 증대될수록 조직이 더 복잡해지는데 이는 인간의 물리적 지적 한계를 극복해주고 분업을 통하여 조직의 효율성을 높이게 된다. 뿐만 아니라 수평적 분화는 통제 범위는 넓어도 의사소통으로 충분히 통제가 가능하며 조직 자체가 유연하다는 장점이 있다.

#### 수직적 분화
수직적 분화는 계층에 따라 구분되는 분화로서 조직의 계층 수를 의미한다. 상위 계층과 하위 계층 간의 활동을 체계화하여 조직 전체의 목적을 효율적으로 달성하는 것에 목적이 있기 때문에 권한의 배분이 이루어져야 한다. 수직적 분화가 증가될수록 조직의 계층이 증가하여 조직의 복잡성이 높아지게 된다.
수직적 분화는 경영자 중심의 통제가 이루어지기 때문에 신속하고 정확한 의사결정과 문제해결을 통해 보다 좋은 성과를 낼 수 있다는 장점이 있다.

#### 공간적 분산
공간적 분산은 수평적 분화 또는 수직적 분화의 한 형태일 수 있다. 즉 직무활동과 조직 구성원의 수평적, 수직적 기능에 따라 권한과 책임의 분리가 일어나고 이에 따라 공간적으로 분산될 수 있다는 것이다. 따라서 수평적, 수직적 분화가 동일하다고 하더라도 공간적으로 분산된 활동의 성장은 조직의 복잡성을 증가시키게 된다.

## 조직 구조의 분류

### 공식 조직과 비공식 조직
조직은 그 발생과정이 인위적이냐 자연발생적이냐에 따라 공식 조직과 비공식 조직으로 분류할 수 있으며 조직이 공식적 측면과 비공식적 측면을 함께 공유하고 있기 때문에 조직은 공식 조직과 비공식 조직을 함께 가지고 있다. 즉, 조직이 실제로 움직일 수 있는 것은 공식적인 행동과 비공식적인 행동이 서로 상호작용하고 있으며 현실의 조직에 있어서 명확하게 공식과 비공식을 구별하기도 어렵고 공식 조직과 비공식 조직이 서로 공존하며 협동하는 관계인 경우도 있는 반면 적대적인 관계를 가지는 경우도 있기 때문에 공식 조직과 비공식 조직은 독립된 별개의 존재가 아닌 것이다.

#### 공식 조직
공식 조직은 직무, 책임, 권한을 중심으로 조직 구성원 혹은 작업 집단들을 나누고 공적인 목표를 능률적으로 달성하기 위해 사람들이 상호관계를 이성적, 합리적, 인위적으로 규정하고 제도화한 인위적인 조직이다. 권한의 계통과 기능적 분업에 따라 조직의 목표를 효과적으로 달성하기 위해 제도화된 조직 체계와 공식 규범을 가지고 있으며, 공식화된 분업의 계통과 의사소통의 경로, 권한의 배분에 따라 각자 명확한 역할이 주어져 있다. 공식 조직은 표준화된 업무 수행, 명확한 책임 분담 등을 특징으로 하며 능률이나 비용의 논리에 의해 구성되고 운영된다. 하지만 공식 조직의 구조적인 관계가 강압적이지 않고 통제 받지 않는 관계에 의해 대체될 때 비공식 조직으로 변할 수 있다.  공식 조직은 대체로 다음과 같은 특징을 가진다.
1. 공식 조직은 특정목적을 위하여 인위적, 계획적으로 형성된 조직이다.
2. 공식 조직은 조직의 목표가 원칙적으로 공적인 목표 하나이다.
3. 공식 조직은 규칙과 능률의 논리에 따라 구성된다.
4. 공식 조직은 외면적 가시적 명문화된 조직이며 전체적인 질서이다.
5. 공식 조직은 대규모 집단으로 확대될 수 있다.
6. 공식 조직의 상급자는 타인의 행동을 지도하는 상급자의 법적 권력인 권한을 행사한다.[11]

#### 비공식 조직
비공식 조직은 공식 조직 내에 존재하면서 공식 조직에 의해 충족되지 못하는 여러 가지 심리적 기능을 수행하고, 공식 조직의 기능에 직간접적인 영향을 미치는 조직 내의 조직이다. 공식 조직의 내부에서 자연적으로 발생하는 조직이라는 의미에서 자생 조직이라고도 한다. 비공식 조직은 학연, 혈연, 지연 또는 조직 구성원 간의 소속감이나 정서적 유대감 등에 의해 형성되기 때문에 제도상의 조직에는 전혀 표현되지 않거나 불충분하게 표현되는 상호관계를 가진다. 또한 공식 조직의 일부를 점유하면서 그 속에서 친숙한 인간관계를 중요시하여 외면적인 공식조직과는 달리 내면적이고 감정의 논리에 의해 구성되고 운영된다. 하지만 비공식 조직의 구성원들의 관계와 행위가 명확하게 규정되고 조직된 경우에는 공식 조직으로 변할 수 있다. 비공식 조직은 대체로 다음과 같은 특징을 가진다.
1. 비공식 조직은 조직 구성원의 욕구를 충족시키기 위하여 자발적으로 형성된 집단이다.
2. 비공식 조직은 조직의 목표가 다양하다.
3. 비공식 조직은 감정의 논리에 따라 구성된다.
4. 비공식 조직은 비가시적이며 부분적인 질서이다.
5. 비공식 조직은 소규모 집단을 유지한다.
6. 비공식 조직의 지도자는 타인으로 하여금 자신의 방식대로 보게 하고 자신에 준하여 행동하게 하는 영향력을 행사한다.[11]

### 수직적 조직과 수평적 조직
조직은 권한과 역할의 배분 및 계층간의 명령, 복종관계의 정도에 따라 수직적 조직과 수평적 조직으로 나눈다.

#### 수직적 조직
수직적 조직은 상급자로부터 하급자에게 권한을 위임하는 등급화 정도가 심한 피라미드 형태 계층적 조직으로 군대의 지휘계통이나 기업의 관리 조직과 같이 직위에 의한 수직적 지위체계 속에서 규율적 사고를 중요시하는 조직을 말한다. 수직적 조직의 필요 조건에는 위계질서 확립, 개성, 지위, 경쟁력 등이 있으며 자동화나 단순 기능 제조업, 기술집약적 소기업에 효율적인 조직 구조이다.
수직적 조직은 주로 관료화 및 기능적인 언어로서 표현된다. 이 조직에서는 조직 상하 간에 정보채널이 효과적일수록 조직에 대한 신뢰도를 극대화시킬 수 있다. 제한된 부하의 수에서 얻을 수 있는 집단의 응집력이 크기 때문에 조직 구성원의 만족감과 신뢰성을 높일 수 있고, 신속하고 정확한 의사결정과 문제해결을 통해 더 좋은 성과를 만들어 낼 수 있다. 하지만 이론적으로도 비효율적인 요인이 많고 실제적으로 불평등과 차별성이 존재하며 관료화, 지휘 권한 취득을 위한 경쟁적 근무태도 등의 단점이 있다.

#### 수평적 조직
수평적 조직은 조직의 발달단계에서 가장 최근의 형태에 해당하는 조직 구조로서 팀 운영체제를 가지고 자율적 사고를 중요시하며 수평적 소통과 토론적 업무 협조를 강조하는 조직을 말한다. 수평적 조직의 필요 조건에는 자율성과 유연성이 확립된 환경, 기술 집약적인 전문성, 집단의 자원이 평등하고 집단의 소속에 따른 분배 등이 있으며 프로젝트성 융합적 산업분야나 금융, 예술 마케팅, 서비스 산업등에 효율적인 조직 구조이다.
미래의 경영 환경이 불확실성에 많이 노출될수록 이러한 위험을 통제하기 위해 수평적 조직 구조를 통한 조정 메커니즘의 필요성이 요구되고 있다. 수평적 조직은 팀 운영체제를 가지고 조직을 구성하는데, 팀장이 팀원들을 명령적인 지휘나 통제로서 팀을 이끌어 가는 것이 아니라 팀장과 팀원 모두 전문적인 방법으로 평등한 업무를 수행한다. 또한 수평적 조직은 토론문화가 발달하여 토론 속에서 상호 지식 공유를 통해 시너지 효과를 이끌어 낼 수 있다.
수평적 조직은 조직 구성원들의 기술 집약도가 높고 전문성을 지닐수록 더 좋은 성과를 만들 수 있다. 또한 조직이 평등하고 안전하며 자율 근무로서의 유연성 확보, 선진적이고 창의적인 기업 문화, 자율근무로서의 유연성 확보 등의 장점이 있다. 하지만 노동력 집중이 필요한 소기업에서 토론 문화를 정착시키기 위한 시간적 투자는 생산력에 치명적일 수 있고, 생산에 참여해야 하는 조직 구성원이 토론 문화에 빠지게 되면 육체적인 노동을 기피하는 현상이 발생할 수도 있다. 또한 수평적 조직의 정착이 이루어질 때까지의 오랜 시간 동안 비효율적인 인건비 투자와 빠른 결정과 판단이 요구되는 상황에서 조직 내에서의 토론과 상부 보고, 대표 이상의 최종 결정까지의 의사결정 시간이 많이 소요되기 때문에 사회경쟁에서 불리하다는 단점이 있다.

### 기계적 조직과 유기적 조직
조직은 기계적, 유기적이라는 두 개념의 연속선에서 구분할 수 있다. 이 개념은 톰 번스와 G.M 스토커에 의해서 처음으로 사용되었다.기계적 조직과 유기적 조직은 조직 구조, 과업, 공식화, 의사소통, 계층. 이 다섯 가지 요인에 의하여 차이가 난다.

#### 기계적 조직
기계적 조직은 집권화된 조직 구조를 가지고 있다. 지식과 통제활동이 상층부에 집중되어 있어 구성원들은 위에서 시키는 대로 움직이게 된다. 과업 측면에서 기계적 조직은 과업을 잘게 분화시키고 직무기술서에 따라 전문화된 업무를 수행한다. 공식화 측면에서 보면 기계적 조직은 많은 규칙과 규제, 표준화된 절차 등이 작동한다. 정보나 의사소통, 성과 상의 문제 등을 찾아 낼 때에는 반드시 공식 시스템이 관여한다. 기계적 조직은 수직적인 의사소통을 하는데, 최고경영자는 구성원들에게 조직목표와 전략, 업무지시와 절차 등에 대한 정보를 내려 보내고 구성원들에게는 발생되는 문제와 성과보고, 재무정보, 제안과 각종 아이디어 등을 올려 보내라는 요구를 한다. 따라서 기계적 조직은 수직적 계층에 따른 통제와 공식적 명령체계가 중요하고 주요 작업들은 기능적 계열을 따라 수직적으로 이루어지며 부서간의 협력은 크게 강조되지 않는다.

#### 유기적 조직
유기적 조직은 분권화된 조직 구조를 가지고 있다. 지식과 통제행위가 상층부가 아닌 구성원 수준에서 일어난다. 과업 측면에서 유기적 조직은 역할이 강조되는데 이는 목표 달성을 위한 사회 역동성이 강조되는 개념이다. 구성원들은 부서나 팀에 소속되어 일을 하면서 역할은 상황에 맞추어 변화하게 된다. 공식화 측면에서 보면 유기적 조직에서는 규칙이나 공식적인 통제 시스템이 많지 않아 의사소통과 정보공유가 비공식적으로 이루어지는 경우가 많다. 유기적 조직에서의 의사소통은 수평적으로 이루어지며 학습능력을 높이기 위해 고객, 공급자 때로는 경쟁자들과도 의사소통을 하기도 한다. 또한 환경변화에 빠르게 대응하기 위해 정보는 계층적으로 그리고 전 부서에 걸쳐 모든 방향으로 흐를 수 있도록 한다. 유기적 조직은 다양한 부서의 사람들과 조직 변경에 있는 주체들이 주어진 문제를 협력적으로 해결하기 위해 협력적 팀워크가 강조되며 내부 기업가정신을 장려하여 구성원들이 고객의 새로운 니즈에 대응할 수 있는 창의적인 생각을 할 수 있도록 유도하고 있다. 유기적 조직에서는 자기통제적 팀들이 조직의 기본단위를 이루고 있다.

## 조직 구조의 형태

### 관료제 조직
관료제는 엄격한 권한의 위임과 전문화된 직무의 체계를 가지고 합리적인 규칙에 따라 조직의 목표를 능률적으로 실현하는 조직의 관리운영체제를 말하며, 관료제 집단 또는 조직 내에서의 직무를 합리적, 계층적으로 나누어 대규모적 행정관리 활동을 수행하는 조직의 유형, 그 관리 운영의 체계이다. 관료제 조직은 특정 목표를 달성하기 위해 구성원의 역할을 명확하게 구분하고 공식적인 규칙과 규정에 따라 운영하는 규모 위계 조직이다. 대표적으로 피라미드 형태의 구조를 보인다.
관료제의 특징은 다음과 같다.
1. 업무가 분화되고 전문화되어 있어서 효율성을 높일 수 있다.
2. 위계 서열화로 지위에 따라 권한과 책임이 명확하게 규정되어 있다.
3. 규칙과 절차에 따라 업무가 수행된다.
4. 전문성을 기준으로 구성원을 선발하여 임기를 보장하고, 능력과 연공서열에 따라 승진 기회가 제공된다.
5. 조직 구성원은 개인의 감정을 개입시키지 않고 표준화된 규칙과 절차에 따라 공정하게 업무를 수행한다.

관료제 조직은 업무 수행이 전문화되어 효율성을 높일 수 있고 문서로 표준화되어 있기 때문에 구성원이 바뀌어도 조직의 안정성을 유지할 수 있다. 또한 자의적 의사결정을 방지하고 업무의 공정성을 확보할 수 있다는 장점이 있지만, 규칙과 절차에 따라 업무가 수행되기 때문에 업무가 비효율적으로 처리되거나, 목표보다 규칙이 앞서는 목적 전치 현상이 발생할 수 있고 개인적인 특성을 무시한 분업화는 인간을 대체 가능한 부품으로 전락시키는 인간 소외 현상을 유발하기도 한다. 또 연공서열에 따라 승진이 이루어지므로 조직 구성원들이 나태한 업무 태도를 갖는 무사안일주의가 나타날 수 있으며, 위계 서열화로 조직의 합리성이 저해되어 권력이 독점되거나 남용될 수 있다는 단점이 있다.
전통 관료제는 복수적 목표보다는 단일한 목표를 달성하기 위해 합목적적으로 고안된 조직이다. 상하 일관된 명령의 체인을 갖는 위계조직이며, 철저하게 분업화되어 있고 한 사람 한 사람에게 특수 역할이 부여되어 있다. 그리고 상세한 일반적 법규와 규정이 공무수행의 모든 행동을 지배하며, 사적인 차원과 철저한 분리를 통한 비사인성이 강조된다.
관료는 주로 출생이나 특권에 따른 특정에 의해서가 아니라 능력과 전문교육을 기준으로 선발되며 관직은 대체로 종신직업이 된다. 관료제가 발달할수록 조직이 비인간화 될 수 있으며, 공식적 업무 영역으로부터 사랑과 증오, 그리고 계산에서 벗어나는 모든 개인적, 비합리적, 감정적인 요소들을 제거하게 된다. 일반적으로 관료주의 지배는 형식주의적 비사인성의 지배를 가져온다.

#### 막스 베버의 관료제
관료제에 대한 전통적인 기본 이론은 독일의 학자 막스 베버에 의해 창시되었다. 베버의 이론은 오늘날 조직과 관료제에 관한 가장 영향력 있는 대표적인 이론이다. 베버는 경제, 종교, 가족 등 다양한 사회적 체계와 관계로부터 합리성의 개념을 연역적으로 발견하고자 했는데, 관료제는 조직으로부터 발견된 합리성의 형태이다. 베버의 관료제는 국가의 군대뿐만 아니라 모든 조직에서 발견되고 사회의 영역, 즉 대학, 경제 집단 등 다양한 분야까지 확산되었다. 베버는 합리화 과정으로서 관료제의 특징을 6가지로 정의했다.
1. 공적 관할 영역은 법과 규칙에 의해서 정해진다.
2. 명령과 감독을 특징으로 하는 위계적 질서를 특징으로 한다.
3. 명령을 포함하는 규칙과 규제 등은 문서화된 형태로 이루어져야 한다.
4. 특성화된 사무 관리는 어떤 특성화된 분야에서 철저한 훈련을 거쳐야 한다.
5. 관청이 일단 완벽히 성장하였을 때, 시간외 근무를 해야 하는 상황에도 불구하고 사무는 완벽한 업무 수행능력을 요구한다.
6. 사무 관리는 다소 안정적이며 다소 철저하고, 교육되어야 하는 일반적 법칙을 따라야 한다. 이 법칙에 대한 지식은 매우 전문화된 기술적 전문지식을 요구한다.

베버에 의하면 관료제의 특징은 법에 의해서 명확하게 정의된 지위와 책무, 위계적 질서로 구조화된 지위, 규칙과 판례, 무인격성과 공평무사, 승진단계, 효율성의 원칙 등으로 정의된다. 이 관료제는 다른 조직 구조에 비해 정확성, 속도, 명확성, 전문성, 신중성, 단일성, 엄격한 복종관계에서 우월하다. 이들은 외적이나 내적인 상황을 고려하지 않고 자신들의 전문적 지식과 훈련 그리고 그것에 기초한 계산 후 업무를 추진한다. 베버에 따르면, 관료조직이 효과적인 이유는 관료제의 지속성에 있다. 관료제는 일단 만들어지면 매우 효율적이고 효과적으로 움직이고 때로는 단절되거나 거의 관계를 형성하지 않기 때문에 지도자가 바뀌거나 체제가 바뀌더라도 같은 기능을 하면서 그 조직을 유지할 수 있다.

### 기능적 조직
기능적 조직은 같은 활동으로 조직된 구조로서, 조직 내에서 자체적으로 수행 방식과 운영 방식을 결정한다. 예를 들어 기업에서의 생산부서, 마케팅부서, 인사부서, 회계부서처럼 각각의 기능적 분야로 같은 활동을 하는 부서가 나누어져 있는 구조를 말한다. 기능적 조직은 조직 구성원이 그들의 분야에서 전문 지식을 이용해 수행 효율성을 이끌어 낸다. 조직 내에서 정보가 퍼지기 위해서는 수직적인 기능만이 아니라 수평적인 기능 간의 의사소통이 매우 중요하다. 그렇기 때문에 기능적 구조를 가진 조직 내에서의 의사소통은 표준화된 운영방식과 고도의 공식화로 인해 엄격해질 수밖에 없다. 기능적 구조에서의 수행력은 높은 수준이지만, 종종 경쟁적 이해관계와 협상의 문제로 인해 내분을 발생시켜 계획을 지연시키기도 한다.
기능적 조직은 일반적으로 수평적 조정의 필요가 적은 경우, 목표달성에 있어 전문지식이 필요한 경우, 확실한 환경 속에서 일상적인 기술을 다루는 경우에 사용된다. 즉, 표준화된 제품 및 서비스의 대량 생산과 저가 서비스에 적합한 구조이다. 그렇기 때문에 조직의 전체 업무를 동일한 기능별로 부서화한 조직에서 수평적 조정의 필요성이 낮을 때 효과적이다. 업무의 조정 및 전문화는 기능적 구조에 집중되어 있어 한정된 양의 제품과 서비스를 효율적이고 예측 가능하게 하여 물건을 낮은 가격으로 빠르게 배분하고 판매할 수 있게 한다. 또한 특정 기능에 관련된 구성원들의 지식과 기술이 통합적으로 활용되어 기능별 중복을 방지할 수 있고, 그들의 활동을 수직적으로 통합시켜 효율성을 높여준다. 기능적 구조는 전문성을 지닌 전문가 활용의 유용성이 높다. 또한 전사조직체계에 변경이 없고 부서 내에 명확하게 정의된 책임과 역할이 있기 때문에 효율적이다. 하지만 부서 간의 책임 분산으로 통합 기능이 부재되고 갈등이 발생할 가능성이 높으며 요구사항에 대한 대응이 느리다는 단점이 있다.

### 사업부 조직
사업부 조직은 단위적 분화의 원리에 따라 사업부 단위를 편성하고 각 단위에 대해 생산, 마케팅, 재무, 인사 등의 독자적인 관리권한을 부여함으로써 제품별, 시장별, 지역별로 이익중심점을 설정하여 각 부서가 마치 하나의 독립적 경영을 하는 분권적 조직이다.
사업부 구조는 고객, 시장욕구에 대한 관심을 제고하고 사업부 간의 경쟁에 따른 단기적 성과 및 목표달성에 초점을 둔 책임경영체제를 실현할 수 있다. 그렇기 때문에 변화가 심하지 않은 조직에 적합하며, 사업부 구조는 불확실한 환경 속에서 비일상적인 조직기술을 활용할 때, 기능 내 부서간의 상호의존성이 높거나 외부 지향적 목표를 가진 조직 또는 성과중심의 업무를 분담해야 하는 경우에 주로 사용된다.
따라서 각 사업부서는 자기 완결적 기능단위로서 부서 간의 협력 및 조정이 용이하고, 위임된 권한을 사용하여 각 부서마다의 성과를 직접 측정할 수 있다는 장점이 있다. 또한 비교적 간단한 절차를 이용하여 조직 내에 사업 부서를 추가하거나 제거하는 등의 사업 규모를 변화시킬 수 있고, 다른 구조들에 비해 전문적인 조직 부서를 가지게 된다. 하지만 이런 조직 유형은 각각의 부서에 더 자격을 갖춘 관리자를 요구함으로써 비용을 증가시킬 수 있고, 일반적으로 직원 서비스, 시설 및 직원과 같은 자원과 노력이 중복되는 조직의 목표보다는 부서별 목표가 더 강조된다. 또한 사업부 간의 갈등이 유발되어 조정이 어려울 수 있고, 이기주의를 초래하는 등의 단점이 있다.

### 한시적 관리 시스템
한시적 관리 시스템은 과업 지향적이고 한시적이며 유연한 조직을 통칭한다. 한시적 관리 시스템은 업무의 할당과 업적평가를 누가 행하는가에 초점을 두고 라인-스태프 조직, 매트릭스 조직, 프로젝트 조직으로 분류된다.

#### 라인-스태프 조직
라인-스태프 조직은 기업 조직 내의 명령 계통이 경영자로부터 각급 관리자를 거쳐 조직 말단에 이르기까지 직선적으로 연결되고 이에 의해 경영의사의 전달과 수행이 이루어지는 조직 형태인 직계 조직과 수평적 위치에서 조직의 목적 달성에 간접적으로 참여하고 계선을 돕는 조직 형태인 참모 조직의 장점을 살리고 단점을 보완하기 위한 경영 관리 조직의 형태이다. 라인은 직계 조직으로서 수직적 위치에서 경영에 명확한 책임과 권한을 가지고 스태프는 참모 조직으로서 전문적인 지식을 활용해 라인에 조언하는 것을 주요 역할로 한다. 조직 규모가 작을 때에는 라인만으로 충분하지만 규모가 확대됨에 따라 직능이 분화하여 스태프를 두게 된다.
라인-스태프 조직은 업무의 할당과 업적평가가 모두 기능관리자에 의해 수행된다. 프로젝트 관리자는 단지 스태프 기능을 수행하며 기능관리자를 보조하는 역할을 하고, 기능부서에 대한 정보를 제공하거나 조언, 계획 수립에 지원 하는 데에 역할이 국한되며 프로젝트 진행과 관련한 조정 문제에 관여할 수 있다. 즉, 의사결정은 기능관리자들이 내리고, 프로젝트 관리자는 책임은 있지만 권한이 없다는 점에서 ‘스태프에 의한 프로젝트 코디네이션’이라고 한다.

#### 매트릭스 조직
매트릭스 조직은 업무의 할당은 프로젝트 관리자에 의해 수행되고, 업적평가는 기능관리자에 의해 수행됨으로써 프로젝트 관리자의 권한은 상대적으로 제한되어 있긴 하지만 인력활용에 있어 더 효율적으로 인력을 활용할 수 있다. 매트릭스 조직은 다른 모든 구조들과의 결합으로 이루어져 기능적 구조와 프로젝트 구조의 장점을 극대화하고 단점을 줄이기 위해 고안된 절충형 구조이다. 프로젝트 위주로 사업을 하는 기업조직에서 가장 널리 사용되며 이상적인 조직형태로서, 두 명 이상의 책임자들로부터 명령을 받는다고 하여 이중지휘 시스템이라고 한다.
조직론 관점에서 조직을 설계하는 단계 중 직무를 묶는 기준에 따라 기능중심의 부서, 고객중심의 부서 두 가지로 구분한다. 기능중심의 부서는 기능의 유사성에 따라 나뉘게 되고, 고객중심의 부서는 고객, 지역, 상품 업무 프로세스 등에 의해 나뉘게 된다. 기능중심의 부서는 고객의 보다 세부적인 욕구를 더 빠르게 충족시켜줄 수 있고, 고객중심의 부서는 고객의 요구에 더 부합한 조직으로서 보다 빠르고 정확하게 생산 공정을 통제할 수 있게 된다. 즉, 매트릭스 구조는 동일한 구성원이 기능중심 부서 책임자의 명령과 고객중심 부서 책임자의 명령을 동시에 수행하게 함으로써 기능중심 조직의 장점과 부서중심 조직의 장점을 동시에 누릴 수 있게 하는 조직이다.
매트릭스 조직의 형태로는 영구적 형태와 잠정적 형태 두 가지로 나눠지는데, 영구적인 매트릭스 조직은 매트릭스 조직에 참여하는 부서간의 상호의존성이 비교적 안정적인 조직을 발하는 반면 잠정적 매트릭스 조직은 주로 프로젝트 추진을 위한 조직으로 프로젝트의 산출물이 수시로 변화하기 때문에 프로젝트 성공을 위해서는 수시로 기능부서와 담당자를 교체하는 것이 일반적이다. 따라서 이 경우의 조직은 수시로 조합이 변하는 형태를 가지게 된다.
매트릭스 조직은 다른 구조에 비해 관리자의 역할이 가장 중요한 구조이다. 일반적으로 매트릭스 조직의 관리자로는 크게 최고경영자, 프로젝트 관리자, 기능 관리자가 있다. 최고경영자는 기능관리자와 프로젝트 관리자 간의 권한을 균형시키는 역할을 수행한다. 프로젝트의 중요성을 너무 강조하다 보면 기능조직의 강점을 간과할 수가 있고, 기능조직에 너무 치중하다 보면 프로젝트를 완수하는 데 치질을 빚을 수 있기 때문에 조직 내에서의 권한 분배는 중요하다. 프로젝트 관리자는 업무 수행에 있어 갈등이 잠재되어 있기 때문에 갈등관리 능력을 배양해야 한다. 특히 프로젝트의 추진에 있어 일정, 기간, 비용 및 예산 통제 등에 대해 단호한 입장을 가지고 이에 맞는 리더십을 발휘해야 한다. 마지막 기능관리자는 재능 있는 인재들을 주저 없이 프로젝트에 참여시켜야 한다. 만약 모든 부서의 기능관리자가 각 부서의 재능 있는 인재들을 프로젝트에 참여시키지 않고 자신들의 부서에 잡아두고 있다면 우수한 인재의 부재로 인해 프로젝트가 실패할 가능성이 높아지게 된다. 결국 매트릭스 조직의 핵심은 팀워크에 있다. 관리자들 간의 공식권한에 다툼이 있다면 매트릭스 조직의 본질과 상충되는 것이며 매트릭스 조직의 성공여부는 이 조직에 관여하는 관리자들의 양보와 타협, 협동에 달려있다.
이상적인 매트릭스 조직은 조직 구조상 5가지 특징을 지닌다.
1. 매트릭스 조직에는 두 개 이상의 권한계통이 중첩되는 이중 권한구조를 가지고 있다.
2. 매트릭스 조직은 목표달성을 위하여 내부에 과업지향적인 작업집단들을 운영한다.
3. 매트릭스 조직 내의 과업집단은 다양한 기능을 가진 작업자들로 구성되어 있는데, 이들은 조직 내 기능별 부문에서 차출된 인력이다.
4. 매트릭스 조직 내의 과업집단은 한시적인 조직이다.
5. 매트릭스 조직 내에서 기능별 부문은 그대로 존속하는데, 기능별 부문에서는 해당 기능 내 인력개발 등 본연의 업무를 계속 수행한다.[28]

매트릭스 조직은 수직적 구조를 감소시키고 작업 간의 경계를 넘어 정보의 확산을 빠르게 할 수 있는 수평적 구조를 만들어 냄으로써 수직적, 수평적 정보공유가 용이하다. 뿐만 아니라 기능적 구조와 프로젝트 구조의 장점을 활용할 수 있으며, 조직을 전문화시켜 지식의 깊이를 증가시킬 수 있다. 하지만 기능 관리자와 프로젝트 관리자 간의 차별성에 의해 조직 체계와 명령 체계가 복잡해져 조직 구성원들이 조직의 운영 방식을 이해하는 것에 혼란을 줄 수 있다. 또한 조직 구성원에 비해 관리자의 구성비가 높아 관리자와 직원간의 갈등이 발생할 수 있고, 의사결정에 있어 시간이 오래 걸린다.

#### 프로젝트 조직
프로젝트 조직은 본래 조직과는 별도로 특정 프로젝트를 수행하고 해결하기 위한 한시적이고 자율적인 관리구조로서 목표지향적인 조직이기 때문에 전문적 기술을 가진 집단에 의해 수행되는 프로젝트를 중심으로 신속한 변화와 적응이 가능한 일시적인 시스템이다. 프로젝트 조직은 업무의 할당과 업적평가가 모두 프로젝트 관리자에 의해 수행된다. 프로젝트 관리자는 기존의 기능조직과 수평적인 관계에 있는 기능조직을 지휘하게 되며 매트릭스 조직의 프로젝트 관리자에 비해 의사결정 권한이 더 많이 주어지게 된다. 뿐만 아니라 조직 구성원들과의 의사소통이 보다 원활하며 공식적인 권한의 폭도 넓다.
프로젝트 조직의 분위기나 성과에 영향을 끼치는 변수로는 내재적 보상, 커뮤니케이션, 피드백 등이 있다. 프로젝트 조직의 구성원은 비교적 학력이 높고 유능한 인원이기 때문에 그들이 가장 중요시 하는 것은 직무를 통한 성취감, 안정감, 도전감, 자기성장의 기회 등이다. 따라서 이 조직에서는 내재적 보상이 충분히 제공되어야만 한다. 또한 프로젝트 조직의 구성원은 이질적이고, 프로젝트 역시 일상적이거나 반복적인 것이 아니기 때문에 커뮤니케이션, 보상의 제공, 피드백이 원활하게 이루어지지 않으면 프로젝트 조직은 효율성을 발휘할 수 없게 된다.프로젝트 조직과 내재적 보상, 커뮤니케이션, 피드백 등 프로젝트 조직에 영향을 미치는 변수와의 관계는 단일 관계가 아니라 목적, 규모, 조직형태, 조직 구성원의 근무 기간 등에 따라 상이한 관계가 존재한다. 따라서 프로젝트 담당자는 이에 대한 정확한 분석과 지식을 가지고 프로젝트 조직을 관리해야 한다.
프로젝트 구조는 긴급한 문제를 해결할 때, 통상의 조직으로는 처리가 곤란할 때, 다른 문제와 분리하여 명확하게 목표화 할 수 있을 때 주로 사용되기 때문에 규정과 규칙보다는 자율적인 계획 중심으로 이루어진다. 하지만 신속한 의사결정과 융통성을 위해 분권화가 필요하며, 분권에 의해 프로젝트 담당자는 모든 의사결정에 필요한 전문적 지식, 자격, 기술을 가지고 민주적인 의사결정을 해야 한다. 또한 프로젝트 구성원들은 충분한 자율성이 주어져야 하고, 업무에 대한 목표나 직무, 책임을 충분히 지각하고 있어야 하기 때문에 프로젝트 담당자는 프로젝트의 목표가 달성될 수 있도록 조직 구성원들에게 동기부여와 도전정신을 부여해 줄 수 있어야 한다.
프로젝트 구조는 의사소통과 보고체계가 명확하여 간단하고 신속한 의사결정 및 진행이 가능하다. 또한 프로젝트 관리자의 권한이 높아 프로젝트에 지식을 갖춘 인력을 배치하고 프로젝트 수행에 집중시킴으로써 프로젝트 추진력이 높일 수 있다는 장점이 있다. 하지만 개개인의 노하우가 기술의 개인의존으로 기술 전문성에 제약을 받을 수 있고 기존의 부서에서 우수한 인력을 프로젝트 팀으로 완전히 보내야 하기 때문에 기존 기능부서의 업무수행에 차질을 줄 수 있다. 조직이 여러 개의 프로젝트를 동시에 수행하게 될 때에는 단순히 그 기능부서뿐만 아니라 조직 전체에 부담을 줄 수 있으며 프로젝트를 완료한 이후 팀원들의 소속팀으로의 복귀가 불안정하다는 단점이 있다.

### 팀 조직
팀 조직은 공유된 목표를 달성하기 위하여 공동의 책임을 지고 정기적으로 상호작용하는 사람들로 구성된 사회적 집합체로서 20세기 새로운 조직 구조 중 하나이다. 작은 기업체에서 팀 조직은 전체 조직을 정의할 수 있다. 조직은 새로운 차원을 달성하기 위해 개인 역량이 시너지 효과를 발휘하는 사람들로 이루어지지만 조직 구조의 품질은 전체적으로 팀 역량을 중심으로 이루어진다. 팀으로서의 특성을 생각해보면 우선 팀 구성원은 소수 정예로 서로 간의 의사소통을 원활히 해서 공통의 목표를 이루어나가기 때문에 원활한 의사소통과 협동을 위해서 소수의 인원으로 구성되어야 한다. 그리고 구성원들 간 공유된 합의 역시 필요하다. 팀 구성원들 간에 상호 협력이 중요시되는 팀 조직에서 한 사람의 무리한 목표 설정보다는 모든 구성원들이 공감하고, 동기화될 수 있는 목표가 필요하다. 또한 직무수행 결과에 대한 책임을 상호 공유해야 한다. 과거의 조직에서는 수행에 대한 모든 책임을 상위 층의 담당자가 부담했지만, 팀 조직에서는 팀 구성원 모두가 책임의식을 가지기 때문에 과업에 보다 더 성실할 수 있게 한다. 마지막으로, 팀 조직을 이끌어가는 팀장은 과거의 권위주의식의 지시나 통제 위주보다는 과업수행에 대해 조직구성원을 보다 동기화시키고, 구성원의 어려운 점에 대해 조언을 해주며, 구성원 간 불화를 조정해주는 조정자로서의 역할이 요구된다.
전통적 조직은 세분화된 업무 단위들을 통합, 조정하는 역할을 담당하는 메커니즘으로서 계층을 활용한다. 이러한 계층은 명령일원화의 원칙과 적정 감독범위의 원리에 따라 다단계화 되는 것이 일반적이다. 그렇기 때문에 전통적인 조직은 수직적 계층 조직이 되는 반면 팀 조직은 팀에 대한 권한 부여와 자율적 업무처리를 통해 계층이 축소되고 팀간의 유기적 조정이 중시되므로 수평적 조직이 된다.
팀 조직의 도입 이유는 대규모 조직에서 환경변화와 고객요구에 신속하게 대처하기 위해서는 전통적인 계층조직으로는 효과성이 떨어졌기 때문에 이를 해결하기 위해 소수의 전문가들이 권한을 부여받고 신속하게 대처할 필요성이 증대되었다. 또한 대규모 조직의 매너리즘을 탈피하고 구성원들의 적극적인 창의성을 유도하기 위해서는 단위조직에 자율성과 이에 따른 책임의식을 고취시킬 필요가 있었다. 따라서 불확실성에 대처하고 조직의 역동성을 높이기 위해서는 팀 조직 도입이 필연적인 선택이었던 것이다.

### 네트워크 조직
네트워크 조직은 독립된 사업 부서들이 각자의 전문 분야를 추구하면서도 제품을 생산하거나 프로젝트의 수행을 위한 영구적인 관계를 형성하여 상호 협력하는 조직을 말한다. 네트워크 조직은 업무적인 상호의존성이 큼에도 불구하고 내부화하거나 자본적으로 강하게 연결됨이 없이, 서로 독립성을 유지하는 조직들이 상대방이 보유하고 있는 자원을 마치 자신의 자원인 것처럼 활용하기 위하여 수직적, 수평적, 공간적 신뢰 관계로 연결된 조직 간의 상태로 볼 수 있다.
네트워크 조직은 협동이라는 효과적인 수단으로서 장기적으로 유지될 수 있으며 학습과 정보 확산의 인센티브를 제공하여 아이디어가 빠르게 실행에 옮겨지도록 한다. 네트워크 조직의 개방적 특성은 자원이 변동적이고 환경이 불확실할 때 가장 유용하다. 또한 네트워크는 암묵적 지식과 기술적 혁신과 같은 유형의 자산을 이용하고 제고시키는 실행 가능한 수단이라는 장점을 가지고 있다.
네트워크 조직의 사례로는 보잉사를 들 수 있다. 보잉사는 주력 비행기인 777기종의 개발 단계에서 엔지니어와 디자이너들을 기존의 위계적인 구조가 아니라 유연하고 수평적인 네트워크로 연결시켰으며, 고객인 항공사들의 제안도 수용함으로써 큰 효과를 보았다. 보잉사는 모든 것을 통합하고 조화시키겠다는 장벽 제거 철학을 가지고 관리계층의 축소, 사업 구조의 소규모화, 다기능 팀과 프로세스 팀의 적극적인 활용, 라인 관리자들에게의 권한 위임이라는 대대적인 조직 개편을 수행하였다. 그 결과 전체적으로 수직적, 수평적 의사소통이 활성화 되면서 경제적 효율성과 신뢰에 기반한 협력의 시스템을 구축할 수 있었다. 보잉사 이외에도 시스코 시스템즈, 다우 코닝 등은 기업구조를 네트워크화 하여 비즈니스에서 확장성, 상호작용, 유연성, 브랜딩, 고객화를 가능하게 하였다. 정보화 시대의 기업들은 변화에 따라 권한분산과 책임 위양이라는 수평적 네트워크 구조를 도입하면서 변화하고 있다. 성과 측면에서도 수평적이고 공식적인 네트워크의 경우 제품의 질과 생산성이 동시에 상승하는 것으로 알려지고 있다.

### 가상 조직
가상 조직은 가상공간 즉 컴퓨터 연결망 상에 존재하는 조직을 말한다. 전통적인 조직이론에서 말하는 조직의 구성요소인 인간적 요소, 공동의 목표, 합리성의 지배를 받는 공식적 구조와 과정, 경계확정, 및 환경과의 교호작용 등의 요소는 모두 가지고 있지만 조직의 물리적 측면, 즉 공동의 물리적 공간의 공유, 대면적 접촉과 의사소통 등을 결여하고 있다는 점에서 가상조직은 기존의 조직과 개념적으로 구별된다. 달리 말하면, 기존의 조직 개념에서 조직의 물리적 차원들을 사상해 낸 것이 가상 조직이라고 할 수 있다. 흔히 네트워크 조직 또는 모듈형 조직으로도 불리는 가상조직은 주요 기능을 외주화하고 핵심영역만 남아 있는 소규모 조직을 말한다. 구조 측면에서 볼 때 가상조직은 매우 집권화되어 있지만 부서는 거의 없거나 부서화되어 있지 않은 경우가 대부분이다.
가상의 개념을 어떻게 이해하느냐에 따라 해석 되는 것이 다르다는 관점도 있다. 사이버공간 속의 전자공동체적 의미로 이해하는 관점과, 조직을 물리적 영역과 지각적 영역으로 이분화 하여 지각적 영역을 가상조직으로 이해하는 관점이 있는가 하면, 각 조직이 물리적으로 분산된 상태에서 전자네트워크에 의해 실체 조직과 같이 기능하는 조직, 즉 전자네트워크를 마치 조직으로 이해하는 관점이 있다.
첫 번째, 사이버공간 속의 전자공동체적 의미로 가상 조직을 이해하는 관점이다. 사이버 공간은 물리적 공간 내에 존재하지 않기 때문에 볼 수도, 만질 수도 없으며 단지 존재 그 자체를 인식하고 이미지로 파악되어 사람들의 인식과 시간 및 거리의 지각에 영향을 미친다. 따라서 찰스 핸디(Charlse Handy)는 그것을 물리적 공간이 아니라 하나의 개념으로, 즉 건물이 아니라 활동으로 묘사하고 있다. 두 번째, 조직의 지각적 영역으로서 가상 조직을 이해하는 관점이다. 조직을 물리적 영역과 지각적 영역으로 이분화 하여 지각적 영역을 가상 조직으로 이해하는데 조나단 해링턴(Jonathan Harrington)의 견해가 대표적이다. 그는 정보기술을 조직에 도입하여 실행하는 과정에서 나타나는 역기능적 현상을 관리자들에게 이해시키고자 조직을 물리적 영역과 가상 영역으로 이원화하고 있다. 조직의 구성요소 중에서 자원과 생산과 같이 눈으로 볼 수 있는 물리적 영역이 있는 반면에 권력과 문화와 같이 추상적이고 눈에 보이지 않으나 실제로는 사람들의 마음속에 존재하여 조직에 영향을 미치는 가상 영역이 있다는 것이다. 세 번째, 전자적 네트워크 조직으로서 가상 조직이다. 그것은 각 조직이 물리적으로 분산된 상태에서 전자네트워크에 의해 실제 조직과 같이 기능하는 조직, 즉 전자네트워크 자체를 하나의 조직으로 이해한다. 최근에 주목받는 가상 기업이 대표적인데 이 기업은 전자네트워크를 통해 정보를 상호 교환함으로써 그 네트워크에 참가하는 기업이 다양한 자원을 서로 제공해 전체적으로 하나의 완결된 사업을 하는 형태를 의미한다.
가상 조직의 핵심부분은 소수의 경영진들로 구성되어 있으며, 이들은 조직내부에서 해야 할 일을 직접적으로 감독하는 일과 외부에서 수행되는 생산, 유통 및 기타 필요한 기능을 담당하는 다른 조직과의 관계를 조정하는 역할을 수행하고 있다. 근본적으로 가상조직의 경영자는 컴퓨터 네트워크와 같은 연결 방법을 사용하여 외부와의 관계를 조정하고 통제하는 데 그들 시간의 대부분을 사용한다. 그러나 가상조직의 인기가 높아짐에 따라 점점 더 가상조직의 약점이 분명하게 드러나곤 한다. 즉, 가상 조직은 지속적인 유출입과 재조직화가 일어나며, 이것은 곧 역할, 목표, 책임이 명확하지 않다는 것을 의미하고, 이러한 특징은 정치적 행동이 나타날 수 있는 무대를 제공한다. 가상 조직에서 일하는 사람들은 흔히 구성원들 간의 낮은 상호작용으로 인해 조직 문화나 목표에 대한 공감대가 낮다. 지리적으로 멀리 떨어져 있고, 간헐적으로 의사소통을 하는 팀 구성원들은 정보와 지식을 공유하기가 어렵고, 이로 인해 혁신과 반응의 속도가 느려진다.

## 같이 보기
- 기업지배구조
- 코퍼레이션
- 산업심리학
- 경영
- 조직행동
- 조직 문화
- 조직 개발
- 모회사
- 가치 웹

## 참고 문헌
1. ↑  F.E.Kast and J. E. Rosenzweig,《Contingency views of organization and management》,McGraw Hill 4th ed.,1895,p.234-235
2. ↑  Stephen P. Robbins (1990). 《Organization Theory : The Structure, Design and Applications》.
3. 1 2 3 4 5  ), 김태룡 ( Tae Ryong Kim. “조직구조와 조직효과성: 관계와 재해석”. 《행정논총》 54 (1). ISSN 1229-6694. 2020년 12월 1일에 원본 문서에서 보존된 문서. 2017년 6월 5일에 확인함.
4. ↑  John Child (1984). 《Organization : A Guide to Problems and Practice》.
5. ↑  Geral Zaltman. 《Innovations and Organizations》.
6. ↑  “Mintzberg, Henry (1983) : 《Power in and around organizations》 Englewood Cliffs: Prentice Hall.”.
7. ↑  “(주)한국기업교육학회, 《HRD 용어사전》, '복잡성'”.
8. ↑  “대영문화사, 《행정학 사전》, '수평적 분화'”.
9. ↑  “대영문화사, 《행정학 사전》, '수직적 분화'”.
10. ↑  Richard H. HALL (1982). 《Organizations : Structure and Process》.
11. 1 2 3  여형모 (2009). “《비공식조직이 직무만족에 미치는 영향에 관한 연구 : 지방교육행정공무원을 중심으로》”.[깨진 링크(과거 내용 찾기)]
12. ↑  “법문사, 《경찰학사전》, '공식조직'”.
13. ↑  “법문사,  《경찰학사전》, '공식조직과 비공식조직'”.
14. ↑  허상호 (2004). 《중학교 교사와 행정직원의 협조업무에 관한 상호 역할 인식 비교》. 2017년 6월 1일에 확인함.[깨진 링크(과거 내용 찾기)]
15. 1 2  박천귀 (2015.02). “소기업의 수직적 조직과 수평적 조직에서의 경영성과에 대한 비교연구 : T기업의 사례를 중심으로”. [깨진 링크(과거 내용 찾기)]
16. ↑  Tom Burns amd G.M Stalker,《The Management of Innovation》,London:Tavistock, 1961
17. ↑  Li-Yun
 Sun and Wen Pan, 《Market Orientation, Intrapreneurship Behavior, and Organizational Performance: Test of a Structural Contingency Model》, journal of Leadership and Organizational Studies 18, no.2, 2011, pp.274-285
18. ↑  Richard L. Daft,《조직이론과 설계》, 한경사, 2016, pp.35-42, pp.170-173, pp.468-480
19. ↑  이용욱,윤방섭,최성용,박경배, 《관료제 조직의 직무만족 결정요인과 변혁적 리더십의 효과:형사정책기관 실증분석》, 글로벌경영학회
20. ↑  “관료제 조직”. 2020년 12월 3일에 원본 문서에서 보존된 문서. 2017년 5월 19일에 확인함.
21. ↑  “최성욱,《포스트모더니즘에서 본 관료조직:합리성과 정서성의 이원구조해체》, 한국행정학회”.
22. ↑  문상석,《베버의 합리적 지배와 관료제의 목적전치》, 사회이론 제46호, 2014, p.168~170
23. ↑  “Raymond E. Miles, Charles C. Snow, 《Causes of Failure in Network Organizations》, California Management Review, Summer 1992”.
24. ↑  최재열 (1999). 《조직이론의 현재와 미래》. 학문사.
25. 1 2  “(사)한국기업교육학회, 《HRD 용어사전》, '사업부제 조직구조'”.
26. ↑  “법문사, 《경찰학사전》, '사업부 조직'”.
27. ↑  “박문각, 《시사상식사전》, ‘라인-스태프’”.
28. 1 2 3 4 5  “이화여자대학교 법정대학, 《조직유연화 전략으로서 매트릭스 조직에 관한 연구》,1993”.
29. ↑  “서울대학교 SNU CBA Team B,《매트릭스 조직의 이론과 실제-Organizational Theory Matrix Organization》,2006”.
30. ↑  “Lundgren, E.F.(1974). 《Organizational Management : Systems and Process》, San Francisco : Canfield Press, p. 233.”.
31. ↑  “안성익, 《매트릭스 조직은 구시대의 유물로 전락한 것인가? - 실제 활용 측면에서의 매트릭스 구조에 대한 재조명》,한국비즈니스리뷰,2015.08,제 8권 제2호”.
32. ↑  “Wladyslaw Jermakowicz, 《Organizational Structure in the R&D sphere》, R&D Management 8, Special Issue, 1978.”.
33. ↑  “김강식, 《프로젝트 조직의 조직유효성에 관한 연구》, 한국항공대학교”.
34. ↑  “김웅기, 강창욱, 《조직 구조형태에 따른 구성원의 조직몰입 및 직무만족에 미치는 차이 분석》, 한국프로젝트경영학회”.
35. ↑  S.F., Robbins (2007). 《Organizational Behavior. 12th edition.》. Pearson Education Inc.
36. ↑  P, Thareja (2007). “A Total Quality Organisation thru'People Each One is Capable”.
37. ↑  “팀 [Team]”. 《HRD 용어사전》. (주)중앙경제. 2010. 9. 6. 2017.05.17.에 확인함.
38. ↑  송상호 (2005). “미국식 팀제의 도입 운영과 실제”. 한국경영자총협회: 42.[깨진 링크(과거 내용 찾기)]
39. ↑  송상호 (2005). “미국식 팀제의 도입운영과 실제”. 한국경영자총협회: 49.[깨진 링크(과거 내용 찾기)]
40. ↑  “네트워크조직 [-組織, Network Organization]”. 《네트워크조직 [-組織, Network Organization]》. (주)중앙경제. 2010. 9. 6. 2017.05.17.에 확인함.
41. ↑  송경재 (2004.06). 《사회적 자본과 네트워크 : 조직구조를 중심으로》.
42. ↑  송경재 (2004.06). 《사회적 자본과 네트워크 : 조직구조를 중심으로》. 268-269쪽.
43. ↑  Ronfeldt,D.《Cybercracy, Cyberspace and Cyberology: Political Effects of The Information Revolution》,Rand Publication, 1991.
44. ↑  Handy.C.《Trust and Virtual Organization》,HBR.73(3),1995.
45. ↑  Harrington,《Organization Structure and Information Technology》,Prentice-Hall,Inc.,1991
46. ↑  권기성,최진석《가상조직에 대한 정체성 고찰》,한국행정학보 제31권 4호,1997,p.155~168
47. ↑  김난도,《가상조직의 등장과 조직연구에의 이론적·실천적 함의》,한국행정학보 제31권 1호, 1997,p.197~212